# The Classic Years
The Classic Years je kompilační album německé zpěvačky Nico. Vydáno bylo v roce 1998 a obsahuje nahrávky, které zpěvačka původně vydala v letech 1965 až 1974. Producentem kompilace byl Bill Levenson. Nahrávky jednotlivých písní produkovali Andrew Loog Oldham (1), Jimmy Page (2), Andy Warhol (3, 4, 5), Tom Wilson (6, 7, 8, 9), Frazier Mohawk (10, 11, 12, 13), Joe Boyd (14, 15, 16) a John Cale (14, 15, 16, 17, 18, 19). Autory poznámek k albu (tzv. liner notes) byli Andrew Loog Oldham a Clinton Heylin.

## Seznam skladeb
| Pořadí | Název                      | Autor                                                    | Původní album                        | Délka |
| ------ | -------------------------- | -------------------------------------------------------- | ------------------------------------ | ----- |
| 1.     | I'm Not Saying             | Gordon Lightfoot                                         | singl (1965)                         | 2:48  |
| 2.     | The Last Mile              | Andrew Loog Oldham, Jimmy Page                           | singl (1965)                         | 2:27  |
| 3.     | I'll Be Your Mirror        | Lou Reed                                                 | The Velvet Underground & Nico (1967) | 2:14  |
| 4.     | Femme Fatale               | Reed                                                     | The Velvet Underground & Nico (1967) | 2:38  |
| 5.     | All Tomorrow's Parties     | Reed                                                     | The Velvet Underground & Nico (1967) | 2:48  |
| 6.     | The Fairest of the Seasons | Gregory Copeland, Jackson Browne                         | Chelsea Girl (1967)                  | 4:07  |
| 7.     | These Days                 | Browne                                                   | Chelsea Girl (1967)                  | 3:30  |
| 8.     | Little Sister              | John Cale, Reed                                          | Chelsea Girl (1967)                  | 4:23  |
| 9.     | Chelsea Girls              | Reed, Sterling Morrison                                  | Chelsea Girl (1967)                  | 7:23  |
| 10.    | No One Is There            | Nico                                                     | The Marble Index (1969)              | 3:37  |
| 11.    | Ari's Song                 | Nico                                                     | The Marble Index (1969)              | 3:21  |
| 12.    | Frozen Warnings            | Nico                                                     | The Marble Index (1969)              | 4:02  |
| 13.    | Niebelungen                | Nico                                                     | reedice alba The Marble Index (1991) | 2:43  |
| 14.    | Janitor of Lunacy          | Nico                                                     | Desertshore (1970)                   | 4:00  |
| 15.    | Abschied                   | Nico                                                     | Desertshore (1970)                   | 3:02  |
| 16.    | Afraid                     | Nico                                                     | Desertshore (1970)                   | 3:27  |
| 17.    | Secret Side                | Nico                                                     | The End… (1974)                      | 4:03  |
| 18.    | You Forgot to Answer       | Nico                                                     | The End… (1974)                      | 5:06  |
| 19.    | The End                    | Jim Morrison, Ray Manzarek, Robby Krieger, John Densmore | The End… (1974)                      | 9:29  |